# Thomas Geerdink
Thomas Geerdink (* 3. April 1942 oder  1946) ist ein niederländischer ehemaliger Fußballspieler.
Geerdink spielte Anfang der 1960er Jahre für die Enschedese Boys und stand nach der Fusion mit dem Sportclub Enschede seit der Saison 1965/66 beim FC Twente unter Vertrag. Der große und kopfballstarke Innenverteidiger kam in den Spielzeiten 1966/67 und 1967/68 zu vier Einsätzen in der Eredivisie.